# Saccostomus
Genre
Saccostomus est un genre de rongeurs de la famille des Nésomyidés. Ces espèces sont appelées sacostomes,  rats à poches ou rats fouisseurs. Ils creusent des terriers et transportent leurs provisions dans des abajoues.
Il ne faut pas confondre ces espèces avec les rats à poche mexicains.

## Liste des espèces
Ce genre comprend les espèces suivantes :

### ITIS et MSW
Selon ITIS (4 juin 2017) et Mammal Species of the World (version 3, 2005)  (4 juin 2017) :
- Saccostomus campestris Peters, 1846 - Rat fouisseur à queue courte[1]
- Saccostomus mearnsi Heller, 1910

### NCBI
Selon NCBI (30 mai 2010) :
- Saccostomus campestris
- Saccostomus sp.
- unclassified Saccostomus
  - Saccostomus sp. 13777
  - Saccostomus sp. 13822
  - Saccostomus sp. 13823
  - Saccostomus sp. 13830
  - Saccostomus sp. 404411
  - Saccostomus sp. 41386
  - Saccostomus sp. 41392
  - Saccostomus sp. 41414
  - Saccostomus sp. 41623
  - Saccostomus sp. 42036
  - Saccostomus sp. 50064
  - Saccostomus sp. 50137
  - Saccostomus sp. 50664
  - Saccostomus sp. 50709
  - Saccostomus sp. TZ502
  - Saccostomus sp. ZM15
  - Saccostomus sp. ZM3
  - Saccostomus sp. ZM35
  - Saccostomus sp. ZM9